# فرودگاه شهری ماریانا
فرودگاه شهری ماریانا (به انگلیسی: Marianna Municipal Airport) یک فرودگاه همگانی بهره‌برداری هوایی است که یک باند فرود آسفالت دارد و طول باند آن ۱۴۹۲ متر است. این فرودگاه در شهر ماریانا، فلوریدا کشور ایالات متحده آمریکا قرار دارد و در ارتفاع ۳۴ متری از سطح دریا واقع شده‌است.